# Böyük Qaramurad
Böyük Qaramurad är en ort i Azerbajdzjan. Den ligger i distriktet Gädäbäy rajon, i den västra delen av landet, 400 km väster om huvudstaden Baku. Böyük Qaramurad ligger 1 202 meter över havet och antalet invånare är 2 684.
Terrängen runt Böyük Qaramurad är huvudsakligen kuperad, men söderut är den bergig. Böyük Qaramurad ligger nere i en dal. Närmaste större samhälle är distriktshuvudorten Gädäbäy, 14,8 km öster om Böyük Qaramurad. 
Trakten runt Böyük Qaramurad består till största delen av jordbruksmark. Runt Böyük Qaramurad är det ganska tätbefolkat, med 70 invånare per kvadratkilometer.